# いずも型護衛艦
いずも型護衛艦（いずもがたごえいかん、英語: Izumo-class helicopter destroyer）は、海上自衛隊が運用するヘリコプター搭載護衛艦（DDH）の艦級。先行して建造・配備されたひゅうが型 (16DDH) をもとに大型化し、兵装を簡素化しつつ航空運用機能や多用途性を強化したものとなっている。
1番艦「いずも」が平成22年度予算で、2番艦「かが」が平成24年度予算で建造された護衛艦であるため、ヘリコプター護衛艦を意味する記号の「DDH」を付けて、それぞれ22DDH、24DDHとも呼ばれる。

## 来歴
海上自衛隊は創成期より航空母艦の保有を志向しており、第2次防衛力整備計画ではヘリ空母（CVH）の取得が試みられたが、これは政局の混乱や専守防衛にこだわる防衛庁（当時）内局とのせめぎ合いもあって実現しなかった。その後、まずは護衛艦に哨戒ヘリコプターを搭載することになり、第3次防衛力整備計画ではるな型（43/45DDH）が、続いて第4次防衛力整備計画でしらね型（50/51DDH）が建造された。
ポスト4次防以降、護衛艦隊の基本編成として8艦8機体制が採択され、汎用護衛艦（DD）へのヘリコプター搭載が開始された後でも、これらの第1世代DDHは、護衛隊群の航空中枢艦として活躍した。この間、1980年代後半には、ソ連軍による経空脅威の増大への対応策として、シーハリアー艦上戦闘機をSTOVL方式で運用できる軽空母（DDV）の建造も検討されたものの、これもシーハリアーの能力的限界や政治的配慮、アメリカ海軍の反対などによってイージス艦導入に重点が置かれたため実現しなかった。
その後、平成10年代中期以降、第1世代DDHの後継艦が必要となると予測されたことから、まず2000年12月に閣議決定された13中防計画において、はるな型の後継艦としてひゅうが型（16/18DDH）が建造された。続くしらね型の後継艦は22中期防（予定）で建造される予定だったが、第45回衆議院議員総選挙に伴う政権交代で中期防策定が遅延したため、1番艦は単年度の平成22年度予算で建造されることとなった。これが本型のネームシップ「いずも」であり、また平成24年度予算では2番艦「かが」が建造された。

## 設計

### 船体

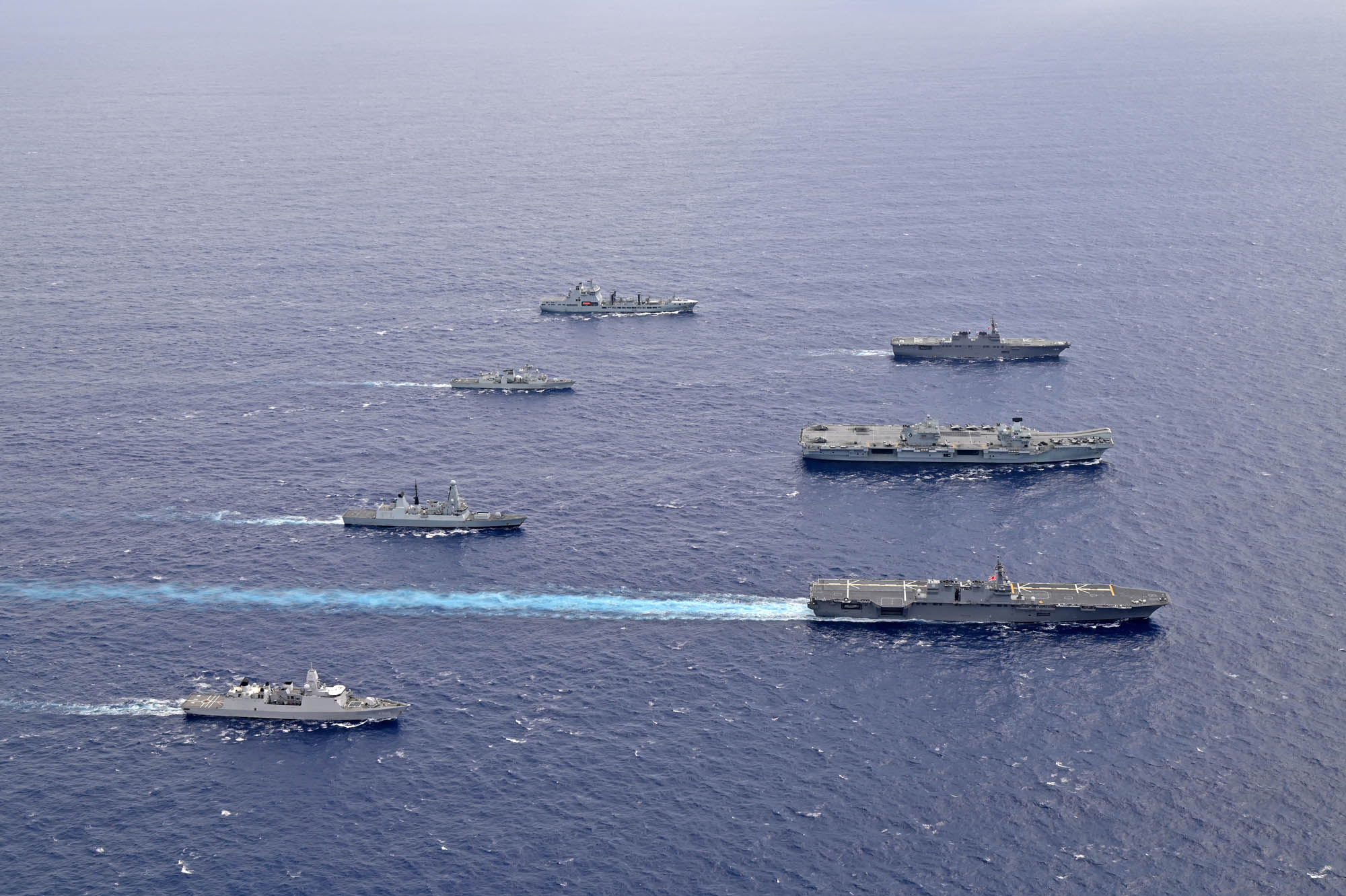
共同訓練を実施中の「クイーン・エリザベス」（右中）と「いずも」（右前）（2021年9月）

艦型は、ひゅうが型と同様、上甲板（第1甲板）を全通甲板とした遮浪甲板型とされているが、同型と比して、基準排水量にして約6,000t、全長にして51m大型化している。現在海上自衛隊が保有している艦船（自衛艦）の中では最大の艦型となる。これは第二次世界大戦当時、旧日本海軍が運用した正規空母「飛龍」を基準排水量・全長とも上回り、大戦初中期のアメリカ海軍主力空母であったヨークタウン級航空母艦と同規模となる。現代において同規模の艦にはイタリア海軍の軽空母「カヴール」、スペイン海軍の強襲揚陸艦兼軽空母「フアン・カルロス1世」がある。ジェーン海軍年鑑など日本国外のメディアや、一部の国内メディア・軍事評論家は、「ヘリ空母（helicopter carrier）」や「空母級」あるいは「空母」そのものと分類している。
ただしジェーン年鑑に並ぶ海軍年鑑として知られるアメリカ海軍協会（USNI）の『コンバット・フリーツ・オブ・ザ・ワールド』では、公式分類に準じて「ヘリコプター搭載駆逐艦」（helicopter-carrying destroyer）として扱われている。
上部構造物は5層からなっており、右舷側に寄せたアイランド方式を採用している。2本の煙突も上部構造物と一体化され右舷側に寄せて設置してある。2本の煙突の間には洋上での他艦に燃料を移すための、臨時燃料移送装置が備えられている。艦橋後部には、航空管制室が備えられており飛行甲板を一望できる。
上甲板（第1甲板）は、ほぼ全域にわたって飛行甲板とされている。キャットウォークは、ひゅうが型では左舷側のみに設置されていたのに対し、本型では両舷に設けられた。第2甲板はギャラリデッキとされ、司令部区画や居住区画、医療区画などが設けられている。その下の格納庫は、ひゅうが型より1層多い3層分の高さを確保しており、第5甲板を底面としている。第6甲板が応急甲板とされており、これ以下のレベルに食堂、科員居住区、機械室や発電機室などが設けられている。乗員区画は2段ベッドとなっている。乗員以外にも余分に部屋が用意されており、全てのベッドを使用すると乗員以外に500人が宿泊できる。
風呂は他の自衛艦艇同様に海水と淡水を分けて使用しており、出航中の浴槽は海水を使用する。食堂は3つあり、料理場を挟んで3つの区画から構成されている。最も長い通路の距離は直線距離で200mを超える。
主船体内には第8甲板まで設けられており、また船底はダブル・ハルとされている。なおフィンスタビライザーは、ひゅうが型では2組装備されていたのに対し、本型では船体の大型化により安定性が向上したこともあり、1組とされている。

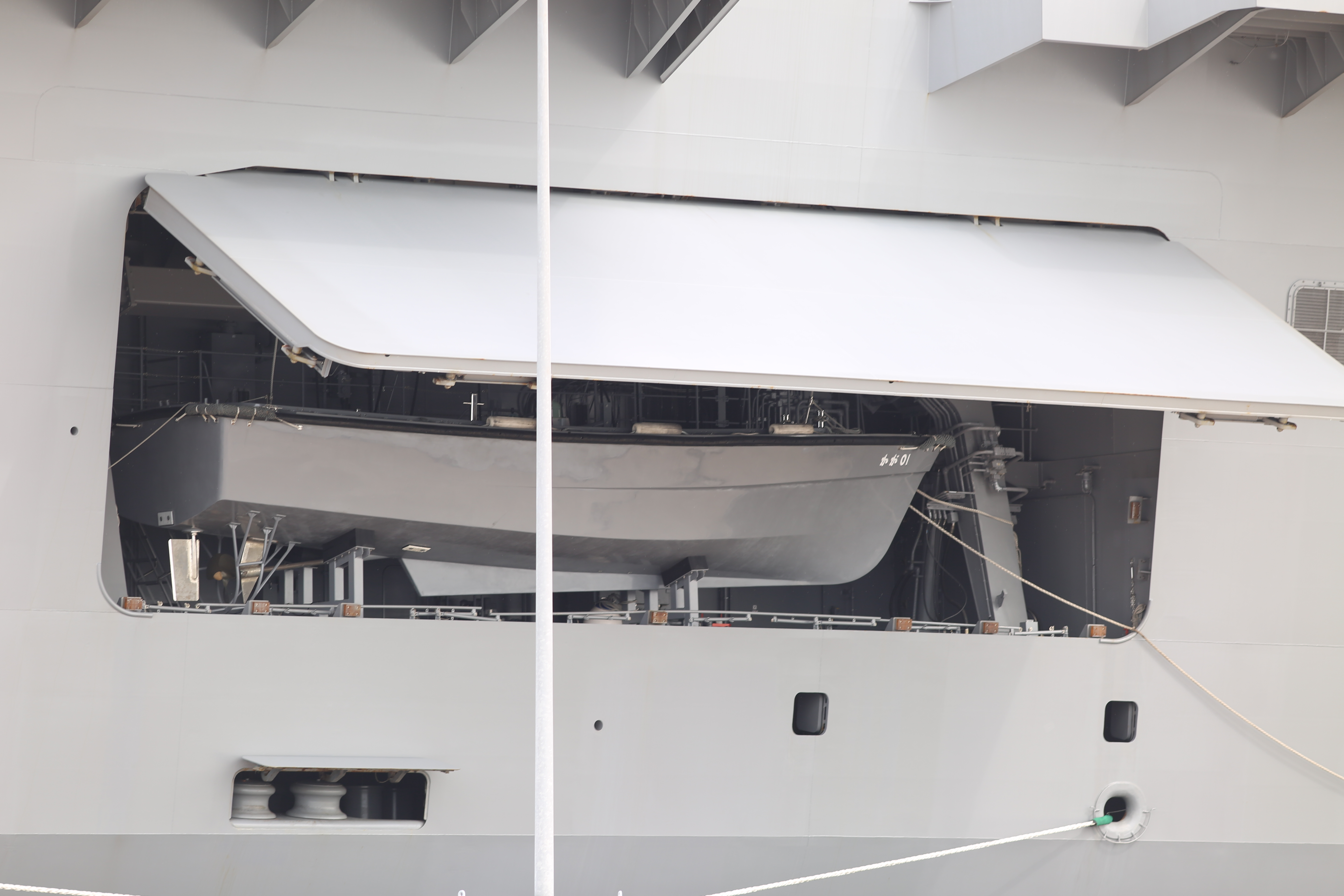
ステルス性が考慮された搭載艇収納スペース。自衛艦としては初めて扉を備えた。
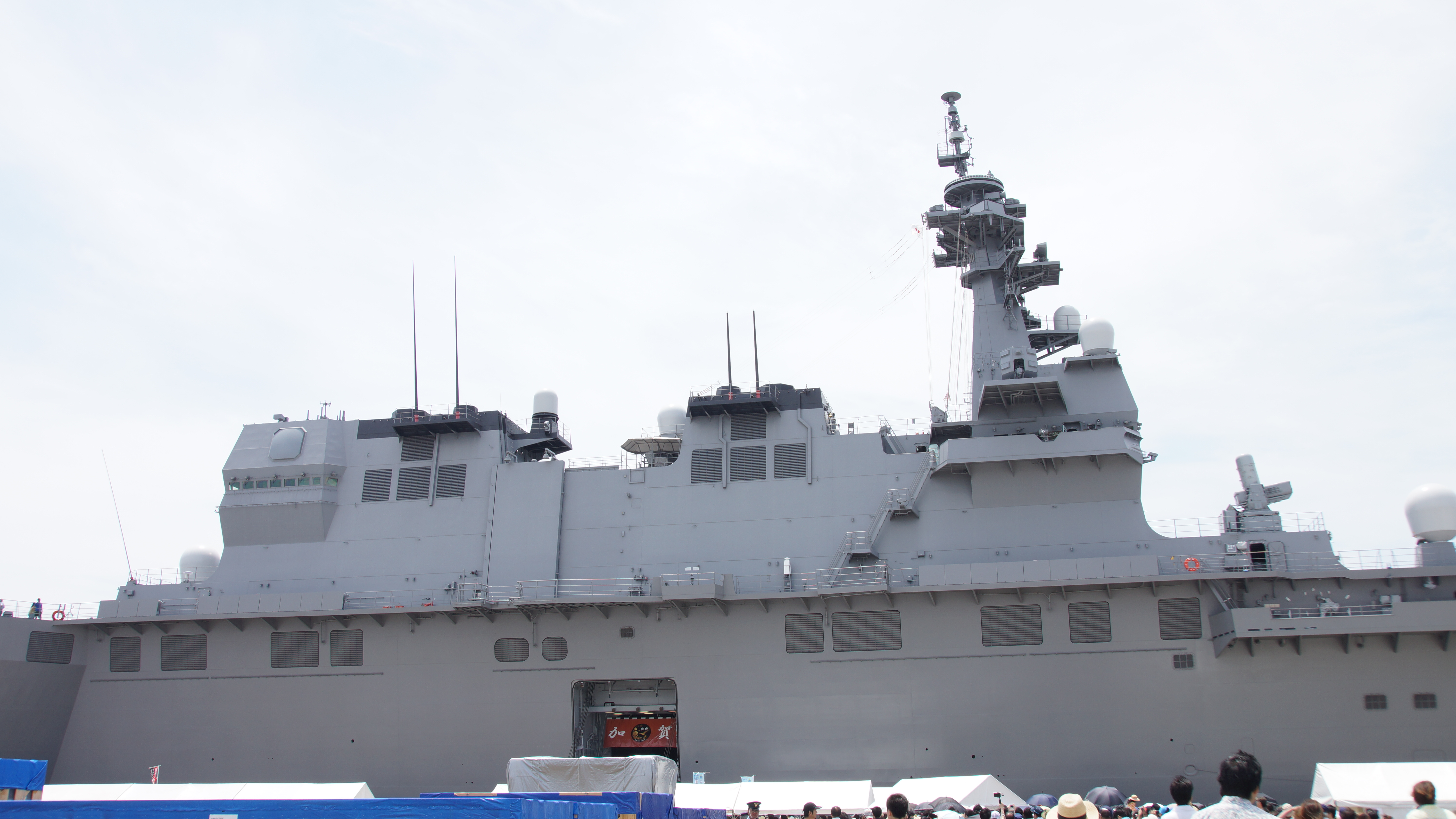
「かが」の右舷側面
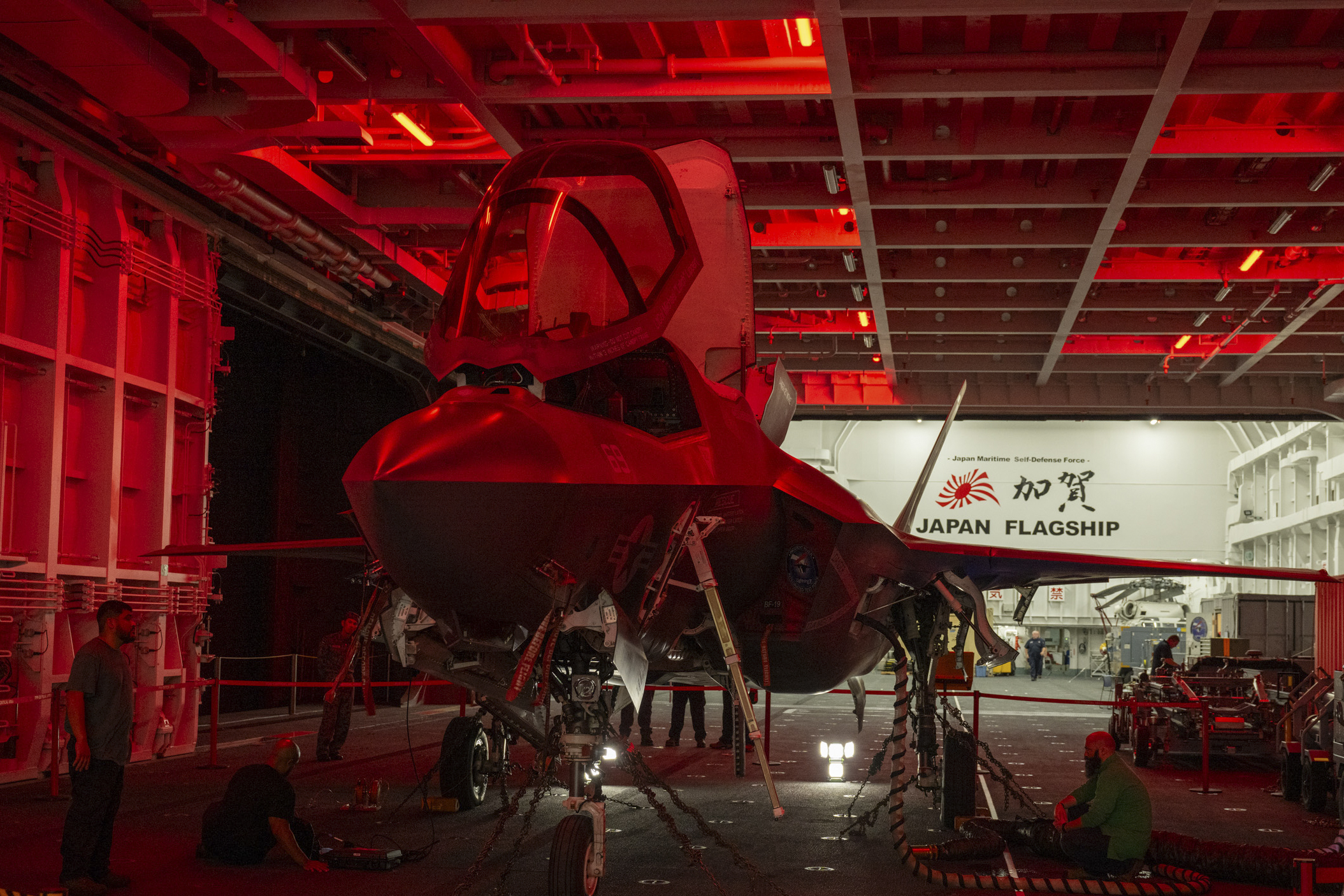
「かが」の格納庫

### 機関
主機関は、基本的にはひゅうが型と同様、ゼネラル・エレクトリック LM2500ガスタービンエンジンをCOGAG方式で2基ずつ4基、両舷2軸に配している。ただし本型では、燃料制御方式を機械式から電子式に改めたLM2500IECが採用されたこともあり、単機出力は25,000馬力から28,000馬力に増強されている。機関は艦中央部の操縦室兼応急指揮所で操作される。
主発電機は4基搭載されており、第1発電機室に1・2号主発電機を、また第2・3発電機室にそれぞれ3・4号主発電機が設置されている。原動機としてはゼネラル・エレクトリック LM500-G07ガスタービンエンジンを用いており、単機出力3,400キロワットである。非常発電機は備えておらず、主発電機の運転区分により対応する。なお本型では、護衛艦として初めて線間電圧6,600ボルトの高圧配電方式を採用しており、従来の線間電圧440ボルトでの配電方式と比して電力ロスが低減されている。
なお、艦載機の飛行後洗浄等のニーズもあって造水能力は高く、横形真空二段蒸発式造水装置3基により、毎日60トンの真水を製造できる。

## 能力
ひゅうが型は単艦での戦闘能力を持っていたが、いずも型は艦そのものの戦闘能力は低く抑えられており、ヘリコプターの運用に重点を置いた艦である。
多機能レーダーやソナーは簡略化されており、武装も最低限の自衛火器を除いては搭載せず、対潜用の魚雷すらない。これは前型の時点ですでに艦本体が洋上を機動して対潜その他戦闘に従事するには限界の大きさ（第二次世界大戦期の重巡洋艦クラス）であり、それ以上の大きさとなる本型は艦隊中核のプラットフォームに徹する運用が想定されているからである。すなわち単艦では運用せず、こんごう型やあたご型、あきづき型などの防空能力の高い護衛艦を伴った艦隊として運用することを前提としている。

### C4I

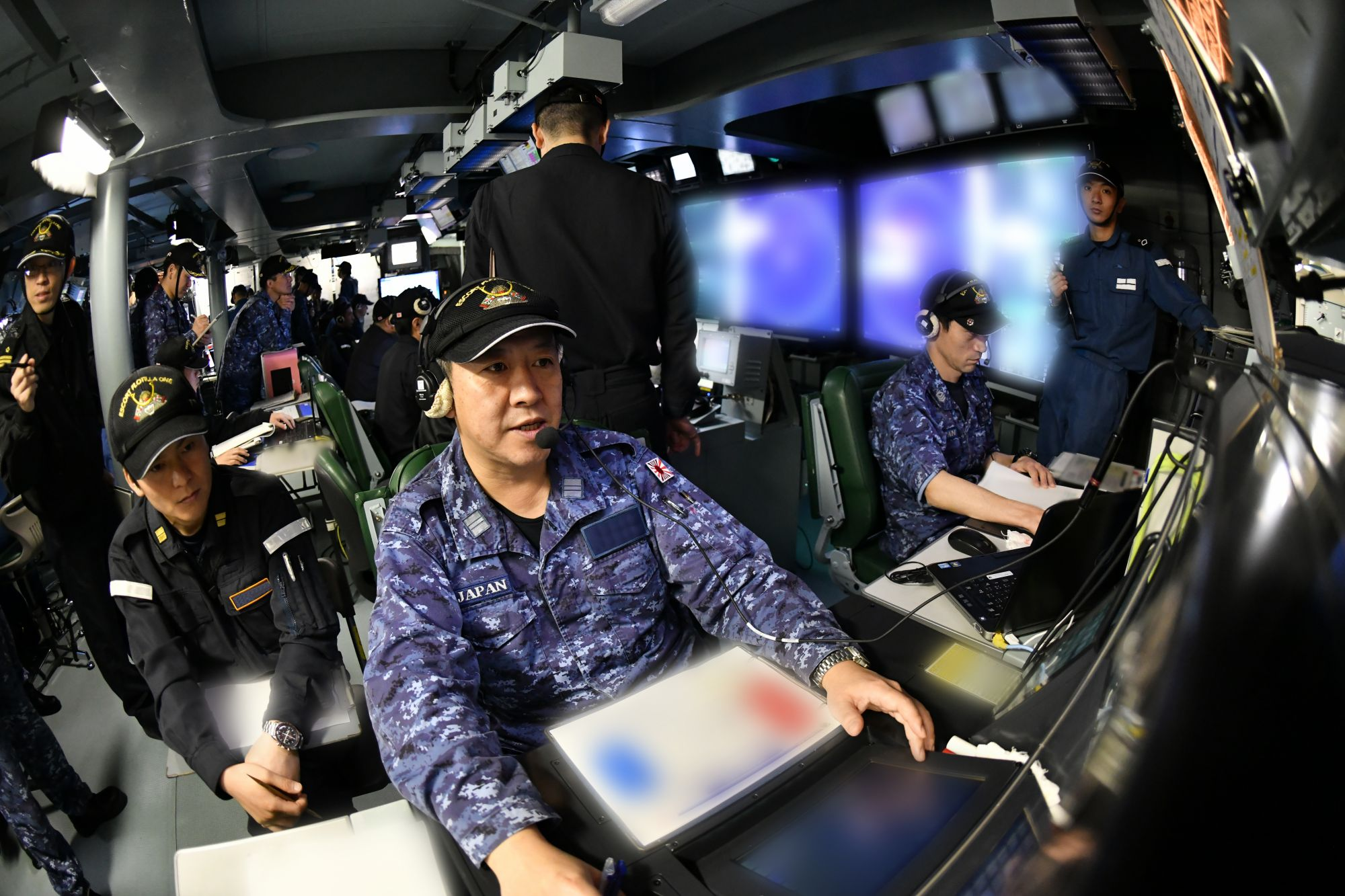
「いずも」のCIC。

C4Iシステムは、おおむねひゅうが型のものをもとに更新したものとなっている。戦闘指揮システムは、ひゅうが型のOYQ-10から武器管制機能を取り除いたOYQ-12であるが、基本的な構成は同一である。ただし採用端末は、オープンアーキテクチャ（OA）化をより推し進めた新COTSコンピュータとされており、情報処理サブシステムOYX-1と称されている。
MOFシステムの端末も、ひゅうが型と同様の洋上ターミナル（MTA）が踏襲されている。これらを装備する戦闘指揮所（CIC）と旗艦用司令部作戦室（FIC）は、いずれもひゅうが型と同様、ギャラリデッキ（第2甲板）に設置されているが、より拡大され、指揮・統制能力を強化している。また、同甲板には大画面モニターを複数そなえた多目的室が設けられており、統合任務部隊司令部（幕僚等100名規模）を設置できる。プレスセンター等としても使用できるように床下配線スペースがあり、非常用の医療区画としても使用できるように手術灯や簡易手術台となる机なども装備されている。
戦術データ・リンクとしては、ひゅうが型と同様にリンク 11とリンク 16に対応する。衛星通信装置としては、XバンドのNORA-1Cと広帯域用のNORA-7、KuバンドのNORQ-1を備えているほか、アメリカ海軍の通信衛星に接続するためのAN/USC-42も搭載している。

### 航空運用機能
本型の航空運用機能は、ひゅうが型のものをもとに、大幅に増強したものとなっている。上記の通り、上甲板（第1甲板）は全通した飛行甲板とされており、長さ245m×幅38mが確保された。ひゅうが型の場合は長さ195m×幅33mであったことから、面積にして1.5倍に拡張されており、これに伴ってヘリコプター発着スポットは1つ増えて5つとなっている。艦首右舷側にも更に1個のスポットが設定されているが、こちらは発着用ではなく駐機用とされている。夜間でもヘリコプターが発着できるように、上甲板にはライトが埋め込まれている。
第3-5甲板を通じて設けられた格納庫は高さ7.2メートル、スライド方式の防火シャッターで前後の第1・第2格納庫に区分することができる。また、格納庫後方には航空整備庫も設けられているが、ここは格納庫よりも更に1層分高くして、天井クレーンを設置しており、ローターやエンジンの取り外しも可能である。第1・第2格納庫および航空整備庫はあわせて長さ125m×幅21mを確保している。SH-60Kの最大格納数は第1格納庫に6機、第2格納庫に6機、整備格納庫に2機の計14機を格納できる。なお第1格納庫右舷前部、第2格納庫左舷後部には格納庫管制室が設けられている。ひゅうが型では充実した収容能力にもかかわらず、8艦8機体制の原則に忠実に、SH-60Jの搭載定数は3機として、輸送・救難ヘリコプター1機を追加したのみであったが、本型ではこの編成にこだわらず、任務に応じた「艦－ヘリ・パッケージ」運用方式を採ることとして、特に対潜戦では多数機による継続的なオペレーションが必要なことから、搭載可能機数はSH-60K×7機＋輸送・救難ヘリコプター2機に増強された。また、多任務艦としての機能が求められたことから、陸上自衛隊のCH-47も艦内に収容できるように配慮された。
哨戒ヘリの運用にあたっては、使用する度に甲板上に展開するようにしており、普段は格納庫へ格納してある。アラート待機中は甲板にて待機するが、潮風を防ぐため、数時間で他の機体と入れ替わって格納庫に収容される。また、日没後には全ての航空機が格納する。航空機を格納する場合もルールがあり、牽引車とトーバー（車両と航空機を接続している部品）で連結した機体を各エレベーターから整備格納庫にアクセスしやすいようにスペースを取る必要があり、更に、防火シャッターの妨げとならないようにシャッターのレールを跨いでの駐機は禁止されている。航空機の定時整備には50時間点検や100時間点検などがあり、これらは通常整備格納庫で行われるが、整備格納庫が他機体で使用されている場合には第1格納庫及び第2格納庫で行われることもある。
飛行甲板と格納庫を連絡するエレベータはひゅうが型と同じく前後に計2基を有するが、ひゅうが型では前後ともにインボード式であったのに対し、本型では後部エレベータを艦橋後方右舷のデッキサイド式としている。これはイタリア海軍の軽空母「カヴール」と同様の装備方式である。前部の第1エレベータは長さ20メートル×幅13メートル、後部の第2エレベータは長さ15メートル×幅14メートルであり耐荷重は30トンで電動油圧制御方式。デッキサイド式エレベータは、小型艦では波浪の影響が大きく、また、岸壁横付け時の障害となる恐れがある一方、エレベータの大きさ以上の大型機でも輸送可能というメリットがある。第1エレベーター前部および格納庫最後尾にはクレーン車や牽引車を収納する車庫がある（艦首側が第1車庫、艦尾側が第2車庫）。作戦説明やミーティングに使用される搭乗員待機室は35名収容でき、大型モニターを使用して効率的な意思疎通が出来るように配慮されている。
また、航空機に搭載する弾薬を輸送するエレベーターとして、艦首から第1ヘリコプタースポットの隣に1番エレベーター、前部のインボード式エレベーターの前に2番エレベーター、艦尾付近の艦番号前に3番エレベーターの計3基が装備されている。2番エレベーターは飛行直下の多目的区画に直結し傷病者の収容等にも使用され、2番目と3番目の弾薬エレベーターはほぼ同じ大きさである。

#### 固定翼機の運用について

##### 改修に至る経緯
本型は、もともと優れた航空運用能力を備えていることもあって、竣工以前より、固定翼機を搭載する可能性が取り沙汰されていた。進水直前の2013年7月14日には、艦載機としての配備・運用も視野にF-35Bの導入が検討されている旨をFNNが報じたが、小野寺五典防衛相は検討の事実を否定していた。また同年の『世界の艦船』誌において、元自衛艦隊司令官の勝山拓海将は、本型は無改造でもF-35Bの発着艦・格納が可能であるとの見解を示し、搭載機数としては、救難ヘリコプターおよび早期警戒ヘリコプターを加えて10機プラスアルファ程度と見積もる一方、艦首に大重量のソナーを備えることから、艦のバランスの問題上、スキージャンプ台の後付は困難であるため、戦闘行動半径や搭載量には相当な制約を伴うであろうと指摘していた。
2010年代後半より、本格的な検討が着手された。2016年12月12日の公募に基づき、2017年4月から2018年3月にかけて、「いずも」の建造業者であるジャパンマリンユナイテッドへの委託研究として「航空運用能力向上に係る調査研究」が実施され、無人航空機（UAV）2機種（MQ-8CおよびRQ-21A）とともにF-35Bも俎上に載せられた。このうちF-35Bについては、UAVとは異なり日米協同・統合運用を想定していたほか、整備用機材や補用品を搭載する諸室や兵装についても検討が及んでいた。2017年12月25日には、将来的な本型での運用も視野に入れて、防衛省がF-35Bの導入を検討していることを共同通信が報じた。その後の議論を経て、2018年12月18日に発表された防衛計画の大綱（30大綱）では「戦闘機の運用の柔軟性を更に向上させるため、必要な場合には現有の艦艇からのSTOVL機の運用を可能とするよう、必要な措置を講ずる」とし、あわせて発表された31中期防では、必要な場合にSTOVL機を運用できるようにいずも型の改修を行う旨が明記された。なお、改修後も同型が多機能の護衛艦として多様な任務に従事することや、憲法上保持し得ない装備品に関する従来の政府見解に変更がないことが確認された。

##### 第1次改修
まず令和2年（2020年）度で「いずも」の改修費31億円が計上され、F-35B発着艦を可能にするための最小限の改修が行われた。飛行甲板には赤と白が交互に塗られたセーフ・パーキング・ラインが引かれ、この左舷側が滑走路、右舷側がエプロンとなる。滑走路部分には黄色のトラム・ラインおよびショート・テイクオフ・ライン、バウ・ラインが引かれているほか、4・5番スポット周辺の甲板塗料はすべて耐熱塗装のものに塗り替えられた。これは、4・5番スポットにF-35Bが着艦することが想定されており、この際に噴きつけられるエンジンのジェット噴流に耐えるためである。また発艦の際には、トラムラインが滑走のためのセンターラインとなり、ショート・テイクオフ・ライン（バウ・ラインから250フィート手前）まで滑走したところで推力ノズルを下に向け、バウ・ラインまでには完全な飛行状態となる。
これに続いて、「かが」も、令和3年（2021年）度末から5年に一度の大規模な定期検査に入るのを機に、F-35B搭載に向けた改修を行う予定となっている。「いずも」では後日実施予定とされている艦首側飛行甲板の拡幅（矩形化）は、「かが」ではこの段階で施工されることになっている。
2021年9月1日、戦略国際問題研究所（CSIS）とアメリカ海軍協会（USNI）が主催するオンライン対話において、アメリカ海兵隊総司令官であるデビッド・バーガー大将は、今年11月までにアメリカ海兵隊のF-35B戦闘機が「いずも」で発着艦試験を実施することを明らかにした。そして10月5日、防衛省は、アメリカ海兵隊岩国航空基地に属するF-35B戦闘機2機が3日に護衛艦「いずも」で発着艦試験を実施していたことを発表した。実施海域は四国沖で、海上自衛隊の艦艇にF-35Bが発着艦するのは初めてとなった。

2021年10月3日に「いずも」で行われたアメリカ海兵隊のF-35B戦闘機の発着艦試験
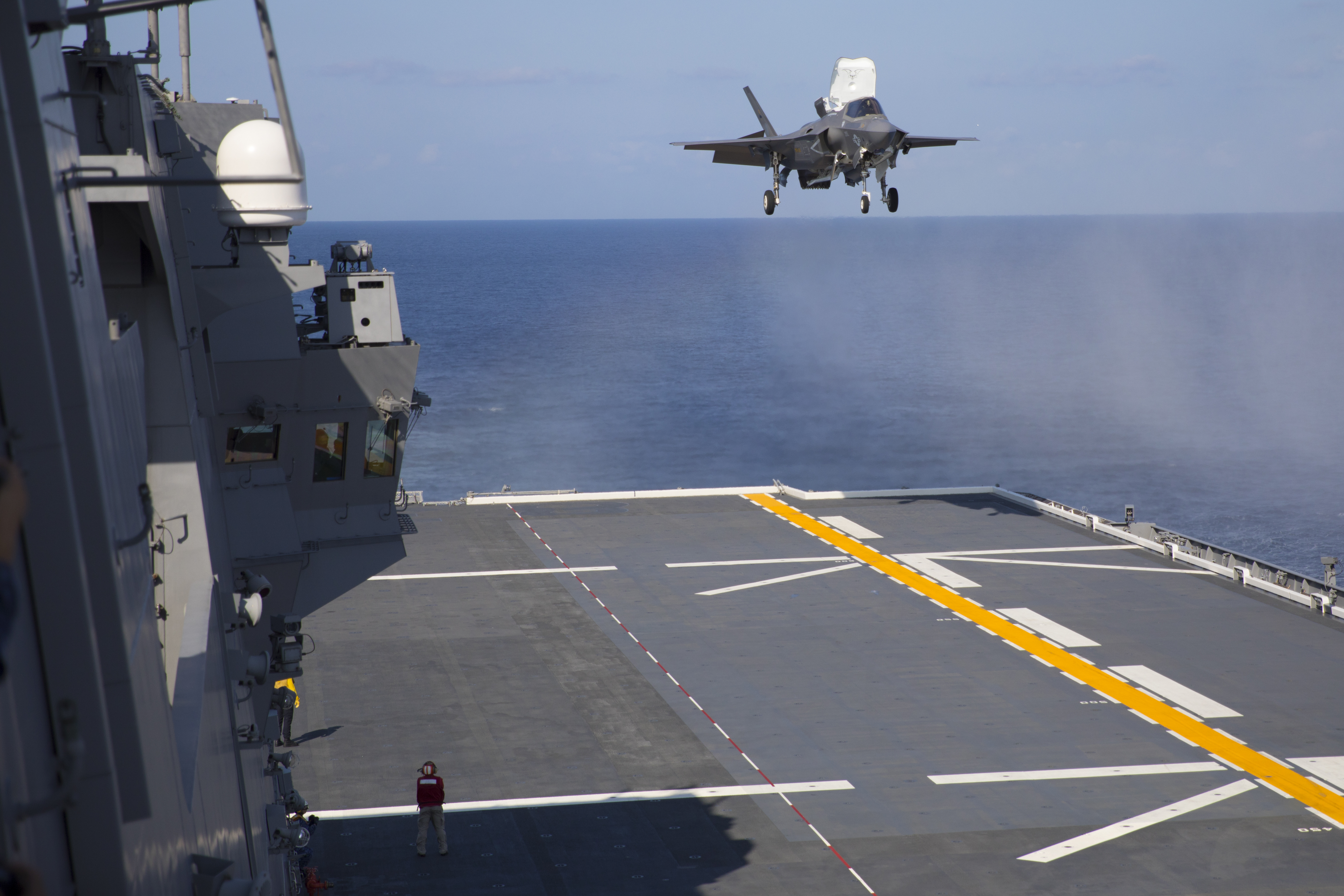
着艦のため進入するF-35B。4・5番スポット付近が周囲と異なる塗装になっている。
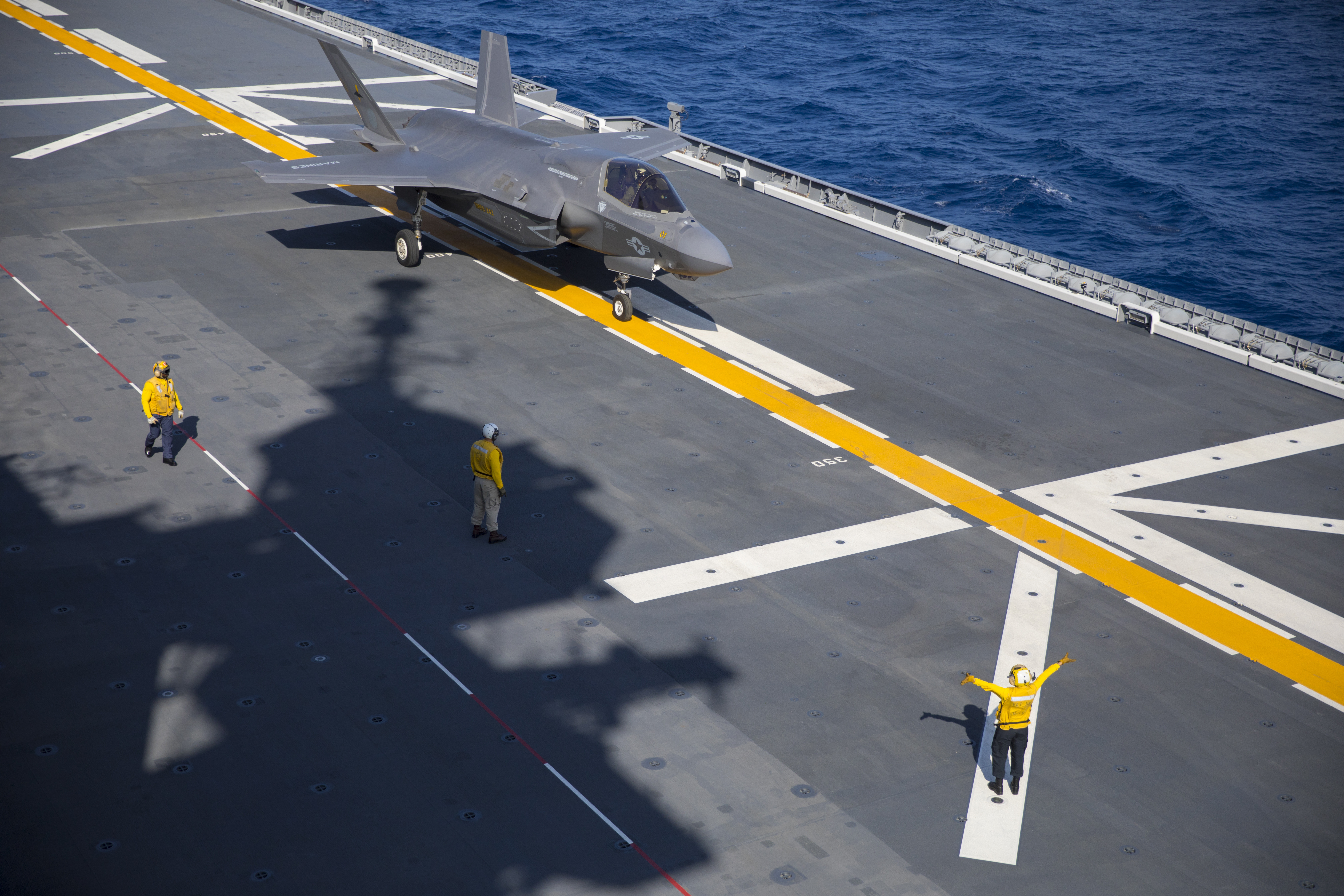
着艦したF-35B
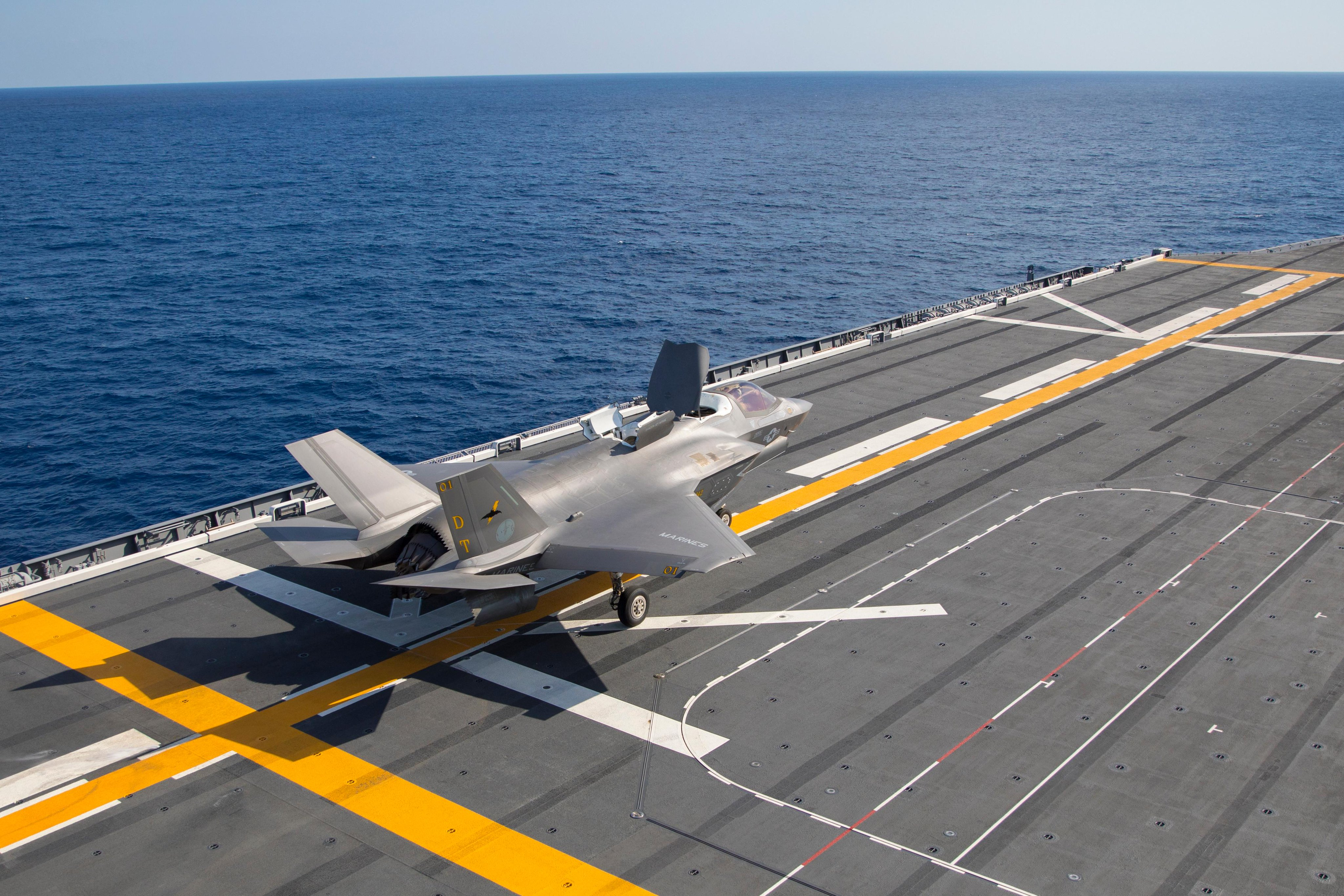
発艦のため滑走するF-35B。ショート・テイクオフ・ラインを越え、推力ノズルが下に向いている。
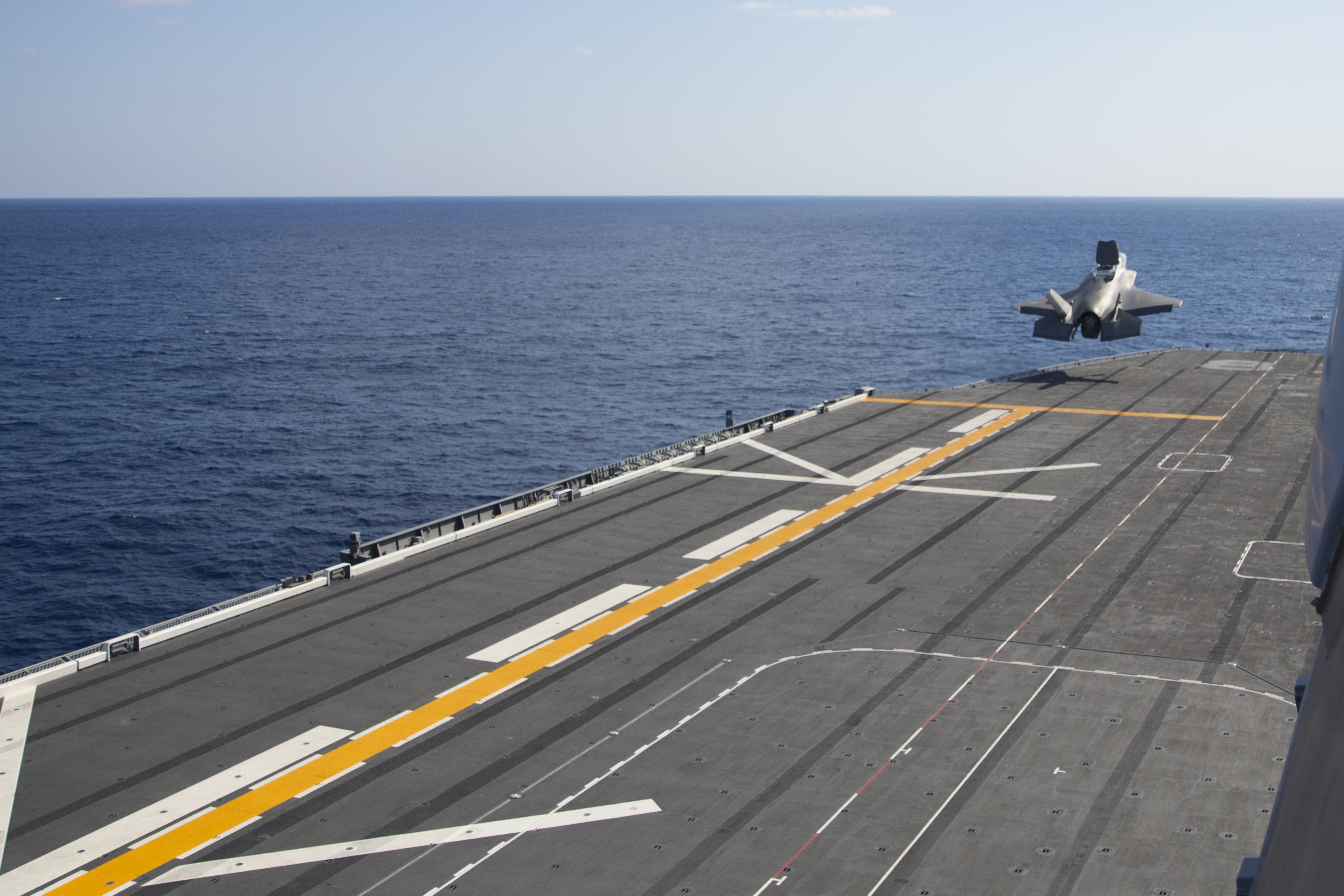
バウ・ラインを越え、発艦したF-35B
- 発着艦検証作業の動画

##### 第2次改修
「いずも」では、令和6年（2024年）度末から第2次改修に着手して、「かが」の第1次改修と同様の艦首側飛行甲板の拡幅（矩形化）が実施される予定になっている。従来、飛行甲板の前端部は台形であり、この上ではF-35Bの揚力が左右均等に保たれず、これより手前にバウ・ラインを設定せざるを得なかったのに対して、矩形化によって、バウ・ラインを艦首側に移動させることができる。ただしカタパルトやスキージャンプ台の設置の予定はない。また、F-35Bの運用にあわせて、艦内区画の整備も行われる予定となっている。これは、当初は「かが」の第1次改修で盛り込まれる予定であったが、アメリカ軍の協力による検証実験や試験を実施し、実運用する際の動線などを詳細に検討したうえで内容を確定することになり、「かが」でも令和8年度末からの定期検査にあわせた第2次改修まで先送りする予定となった。
令和4年（2022年）度予算編成にあたっては、本型2隻へのF-35B搭載のための改修費が概算要求され、予算案においては、「いずも」の着艦誘導装置の先行取得費用36億円、アメリカ軍からの技術支援経費12億円、「かが」の航空管制室の視認性を高めるための工事経費13億円が概算要求どおりに盛り込まれた。この着艦誘導装置としては、アメリカ海軍とレイセオン社が共同開発したJPALS（Joint Precision Approach and Landing System）が予定されている。JPALSはGPS衛星信号と慣性航法システム（INS）を使って、F-35Bやオスプレイといった軍用機を自動的に安全かつ正確に着艦誘導する全天候型のシステムで、防衛省は令和4年度予算では「いずも」の分のみのJPALSを取得し、「かが」の分は後年度に取得する方針である。

### 個艦防御機能
上記のとおり、本型の搭載兵装は、ほぼ自衛用のものに限定される。

#### 防空
多機能レーダーは、ひゅうが型で採用された国産のFCS-3から、ミサイル装備の省略に合わせてミサイル射撃指揮機能を省略して対空捜索と航空管制に用途特化したOPS-50を装備する。これはFCS-3の持つXバンドの追尾用アンテナ (ICWI) を省略しており、Cバンドの捜索用アンテナのみ四方に向けて4セットを搭載する。このアンテナはアクティブ・フェイズドアレイ (AESA) 方式の固定式で、装備要領はひゅうが型と同様、アイランド前部に0度と270度を向いたもの、後部に90度と180度を向いたものを設置している。また、「かが」ではアンテナをブロック化し、背後から容易に整備できるように配慮したOPS-50Aに更新した。
なお、潜望鏡探知等のために回転式のOPS-28対水上捜索レーダー1基も搭載される。
武装としてはSeaRAMとファランクスCIWSを搭載する。「いずも」のファランクスCIWSは当初、除籍艦から流用されたBlock1Aを搭載していたが、2020年から実施の大規模改修の際にBlock1B Baseline2に改修されている。「かが」は就役当初よりBlock1B Baseline2を搭載する。
SeaRAMはアメリカ海軍のインディペンデンス級沿海域戦闘艦に搭載されたものと同型で、ファランクス CIWS（高性能20mm機関砲）のM61 バルカンの替わりにRIM-116 RAMの11連装発射機を組み込んだ近接防空ミサイル・システムである。最大射程は15km（ブロック2）と、ひゅうが型搭載のESSM個艦防空ミサイル（最大射程30-50km）に比べるとはるかに短射程である一方、対艦ミサイルへの近接防御という点に限れば、ひゅうが型よりも優れたものとなっている。SeaRAMが搭載されたのは、海上自衛隊ではいずも型が初となる。

#### 対潜戦
ソナーも、ひゅうが型では艦首のシリンドリカル・アレイと長大な側面アレイからなるOQQ-21が搭載されていたが、本型ではその側面アレイを省き、艦首アレイのみとしたOQQ-23とされた。これは、強力な自衛兵装を有するひゅうが型と異なり、本型がほぼ純粋な防護対象となることから、自らアクティブ対潜戦を展開する必要性は低く、最低限の対潜探知能力と対魚雷防御能力を有すれば良いと判断されたためとされている。
水雷装備としては、ひゅうが型で搭載されていたような対潜ミサイルも魚雷発射管も持たない。ただし対魚雷のソフトキル用として、投射型静止式ジャマー（FAJ）、自走式デコイ（MOD）が搭載される。これらはいずれもひゅうが型では搭載されず、あきづき型（19DD）より装備されたものである。

### 輸送艦・支援艦機能
本型では、マルチハザード化およびグローバル化に伴う任務の多様化に対応するため、護衛艦としてだけでなく、下記のように輸送艦や病院船など様々な機能も付与されている。
輸送艦機能
右舷中部には、軽車両に対応できる大型舷側歩板（幅4メートル強、耐荷重30トン弱）が設置されており、サイドランプとして機能する。舷側歩板は第5甲板の格納庫と連接していることから、その収容能力とあわせてRO-RO機能を備えている。なお船体開口部は高さ7メートル×幅4.5メートルである。
居住区とあわせて、陸上自衛隊の人員400名と3 1/2tトラック50台の輸送が可能とされており、また、航空自衛隊のPAC-3 地対空ミサイル・システムの車両も収容可能であるが、戦車等の重車両の搭載は構造上不可能となっている。
補給艦機能
他艦艇への洋上給油能力（3,300kLの貨油）を備えている。前部アイランドの01甲板にウィンチ等が装備されており、スパン・ワイヤ方式で洋上給油を行うことができる。ただし、この洋上給油装置は補給艦の装置と異なるもので「臨時燃料移送装置」という艦船燃料のみを補給する装置であり、航空燃料の他艦への給油能力は持たない。
病院船機能
本型では、ましゅう型補給艦の医療システムをベースに、35床の入院設備を有しており、歯科治療から手術まで可能となっている他、集中治療室も備わっている。また、多目的室も天井に手術灯を配置するなど臨時戦闘治療所として考慮されているほか、必要に応じて、おおすみ型輸送艦と同様、格納庫内に陸上自衛隊の野外手術システムなどを展開することにより、さらに医療機能を増強することができる。
常に乗務するのは衛生士（看護師）のみであるが、災害派遣時などは48時間以内に医師を含む医療チームが配属され活動できるようになっている。

## 比較表

### 従来のヘリコプター搭載護衛艦との比較
| ·            | Template‐ノート:同規模フリゲートに、このページに関する疑問があります。（2025年5月） 疑問の要約：テンプレート名と選択基準の妥当性 |                                   |                                              |                                              |                                              |
|              | | いずも型                          | ひゅうが型                                   | しらね型                                     | はるな型                                     |
| 船体         | 基準排水量 | 19,500 t                          | 13,950 t                                     | 5,200 t                                      | 4,950 t                                      |
| 船体         | 満載排水量 | 26,000 t                          | 19,000 t                                     | 6,800 t                                      | 6,850 t                                      |
| 船体         | 全長 | 248 m                             | 197 m                                        | 159 m                                        | 153 m                                        |
| 船体         | 全幅 | 38 m                              | 33 m                                         | 17.5 m                                       | 17.5 m                                       |
| 主機         | 機関 | ガスタービン                      | ガスタービン                                 | 蒸気タービン                                 | 蒸気タービン                                 |
| 主機         | 方式 | COGAG                             | COGAG                                        | ギアード・タービン                           | ギアード・タービン                           |
| 主機         | 出力 | 112,000 ps                        | 100,000 ps                                   | 70,000 ps                                    | 70,000 ps                                    |
| 主機         | 速力 | 30 kt                             | 30 kt                                        | 32 kt / 31 kt                                | 31 kt                                        |
| 兵装         | 砲熕 | ―                                 | ―                                            | 54口径5インチ単装砲×2基                      | 54口径5インチ単装砲×2基                      |
| 兵装         | 砲熕 | 高性能20mm機関砲×2基              |                                              |                                              |                                              |
| 兵装         | 砲熕 | 12.7mm重機関銃×数基               | 12.7mm重機関銃×7基                           | ―                                            | ―                                            |
| 兵装         | ミサイル | SeaRAM 11連装発射機×2基           | Mk.41 VLS×16セル (ESSM,VLA)                  | シースパロー 8連装発射機×1基                 | シースパロー 8連装発射機×1基                 |
| 兵装         | ミサイル | SeaRAM 11連装発射機×2基           | Mk.41 VLS×16セル (ESSM,VLA)                  | アスロック 8連装発射機×1基                   |                                              |
| 兵装         | 水雷 | 魚雷防御装置                      | 3連装短魚雷発射管×2基 （97式 / Mk46 / 73式） | 3連装短魚雷発射管×2基 （97式 / Mk46 / 73式） | 3連装短魚雷発射管×2基 （97式 / Mk46 / 73式） |
| ヘリ運用機能 | 搭載機 | SH-60J/K×7機 MCH-101×2機 最大14機 | SH-60J/K×3機 MCH-101×1機 最大11機            | HSS-2B / SH-60J/K×3機                        | HSS-2B / SH-60J/K×3機                        |
| ヘリ運用機能 | 甲板 | 全通                              | 全通                                         | 艦尾                                         | 艦尾                                         |
| ヘリ運用機能 | 同時発着 | 可能（同時に5機）                 | 可能（同時に3機）                            | 不可能（連続2機は可能）                      | 不可能（連続2機は可能）                      |
| 同型艦数     | 同型艦数 | 2隻                               | 2隻                                          | 2隻（退役）                                  | 2隻（退役）                                  |

### 機能の重複する他艦艇との比較
| ·            | Template‐ノート:同規模フリゲートに、このページに関する疑問があります。（2025年5月） 疑問の要約：テンプレート名と選択基準の妥当性 |                                   |                                   |                      |                                       |
|              | | DDH いずも型                      | DDH ひゅうが型                    | AOE ましゅう型       | LST おおすみ型                        |
| 船体         | 基準排水量 | 19,500 t                          | 13,950 t                          | 13,500 t             | 8,900 t                               |
| 船体         | 満載排水量 | 26,000 t                          | 19,000 t                          | 25,000 t             | 14,000 t                              |
| 船体         | 全長 | 248 m                             | 197 m                             | 221 m                | 178 m                                 |
| 船体         | 全幅 | 38 m                              | 33 m                              | 27 m                 | 25.8 m                                |
| 主機         | 機関 | ガスタービン                      | ガスタービン                      | ガスタービン         | ディーゼル                            |
| 主機         | 出力 | 112,000 ps                        | 100,000 ps                        | 40,000 ps            | 27,000 ps                             |
| 主機         | 速力 | 30 kt                             | 30 kt                             | 24 kt                | 22 kt                                 |
| 兵装         | 砲熕 | 高性能20mm機関砲×2基              | 高性能20mm機関砲×2基              | 後日装備予定         | 高性能20mm機関砲×2基                  |
| 兵装         | 砲熕 | 12.7mm重機関銃×数基               | 12.7mm重機関銃×7基                | ―                    | ―                                     |
| 兵装         | ミサイル | SeaRAM 11連装発射機×2基           | Mk.41 VLS×16セル (ESSM、VLA)      | ―                    | ―                                     |
| ヘリ運用機能 | 搭載機 | SH-60J/K×7機 MCH-101×2機 最大14機 | SH-60J/K×3機 MCH-101×1機 最大11機 | 艦内空間転用で搭載可 | 艦内空間転用で搭載可                  |
| ヘリ運用機能 | 同時発着 | 可能(同時に5機)                   | 可能(同時に3機)                   | 不可能(1機のみ)      | 不可能(1機のみ)                       |
| 輸送揚陸機能 | 舟艇 | 作業艇・内火艇のみ                | 作業艇・内火艇のみ                | 作業艇・内火艇のみ   | LCAC×2隻 水陸両用装甲車               |
| 輸送揚陸機能 | RORO機能 | サイドランプ (右舷側)             | サイドランプ (右舷側)             | なし                 | サイドランプ (両舷側)                 |
| 輸送揚陸機能 | 人員 | 便乗者500名                       | 便乗者100名                       | なし                 | 戦闘員330名 / 民間人1,000人           |
| 輸送揚陸機能 | 収容容量 | 大型トラック×50台                 | 小型トラック                      | なし                 | 90式戦車最大18両 大型トラック最大65台 |
| 補給機能     | 貨油タンク | あり                              | なし                              | あり                 | なし                                  |
| 補給機能     | 洋上給油 | 可能（艦船燃料のみ）              | 後日装備予定                      | 可能                 | 不可能                                |
| 医療機能     | 病床 | 35床                              | 8床                               | 46床                 | 8床                                   |
| 医療機能     | 集中治療室 | あり                              | あり（病床含む）                  | あり                 | あり（病床2床含む）                   |
| 同型艦数     | 同型艦数 | 2隻                               | 2隻                               | 2隻                  | 3隻                                   |

### 世界の軽空母・ヘリ空母との比較
|              |              | いずも型                | ひゅうが型             | カヴール                           | インヴィンシブル級 (改修後)        |
| ------------ | ------------ | ----------------------- | ---------------------- | ---------------------------------- | ---------------------------------- |
| 船体         | 満載排水量   | 24,000 t                | 18,300 t               | 27,100 t                           | 20,710 t                           |
| 船体         | 全長         | 248 m                   | 197.0 m                | 236.5 m                            | 210 m                              |
| 船体         | 最大幅       | 38 m                    | 33 m                   | 39 m                               | 36 m                               |
| 機関         | 方式         | COGAG                   | COGAG                  | COGAG                              | COGAG                              |
| 機関         | 出力         | 112,000 hp              | 100,000 hp             | 118,000 hp                         | 112,000 hp                         |
| 機関         | 速力         | 30 kt                   | 30 kt                  | 28 kt                              | 28 kt                              |
| 兵装         | 砲熕         | ファランクスCIWS×2基    | ファランクスCIWS×2基   | 76mm単装砲×2基                     | CIWS×3基                           |
| 兵装         | 砲熕         | 12.7mm重機関銃×数基     | 12.7mm重機関銃×7基     | 25mm機関砲×3基                     | 20mm機関砲×2基                     |
| 兵装         | ミサイル     | SeaRAM 11連装発射機×2基 | VLS×16セル (ESSM, VLA) | VLS×32セル (アスター15)            | ―                                  |
| 航空運用機能 | 飛行甲板     | 全通飛行甲板            | 全通飛行甲板           | スキージャンプ勾配つき全通飛行甲板 | スキージャンプ勾配つき全通飛行甲板 |
| 航空運用機能 | エレベーター | 2基                     | 2基                    | 2基                                | 2基                                |
| 航空運用機能 | 搭載機数     | ヘリコプター最大14機    | ヘリコプター最大10機   | V/STOL機×8機 ヘリコプター×12機     | ヘリコプター最大22機               |
| 同型艦数     | 同型艦数     | 2隻                     | 2隻                    | 1隻                                | 3隻（退役）                        |

## 同型艦
1番艦「いずも」（22DDH）は平成22年度（2010年度）予算で建造費1,139億円（初度費込み：1,208億円）が計上されている。平成24年（2012年）1月から約3年の工期を目標に建造され、2015年3月25日に退役した「しらね」の後継艦として就役した。
2番艦「かが」（24DDH）は平成24年度（2012年度）予算で建造費1,155億円（初度費込み：1,170億円）が計上されており、平成28年度（2016年度）に除籍となった「くらま」の後継艦として就役した。1番艦との相違点は開口部にRCS低減用の扉がついているところである。
| 艦番号  | 艦名   | 建造                                            | 起工                        | 進水                        | 竣工                        | 所属                                |
| ------- | ------ | ----------------------------------------------- | --------------------------- | --------------------------- | --------------------------- | ----------------------------------- |
| DDH-183 | いずも | ジャパン マリンユナイテッド 横浜事業所 磯子工場 | 2012年 （平成24年） 1月27日 | 2013年 （平成25年） 8月6日  | 2015年 （平成27年） 3月25日 | 第1護衛隊群第1護衛隊 （横須賀基地） |
| DDH-184 | かが   | ジャパン マリンユナイテッド 横浜事業所 磯子工場 | 2013年 （平成25年） 10月7日 | 2015年 （平成27年） 8月27日 | 2017年 （平成29年） 3月22日 | 第4護衛隊群第4護衛隊 （呉基地）     |

### 艦名
艦名についてはひゅうが型に引き続き旧国名を採用している。1番艦「いずも」の名は令制国の出雲国に由来し、旧海軍の出雲型装甲巡洋艦「出雲」に続き日本の艦艇としては2代目となる。「いずも」の艦内には装甲巡洋艦「出雲」との比較図が飾られており、「いずも」が2代目にあたることも書かれている。2番艦「かが」は加賀国に由来し、旧海軍の空母「加賀」に続き2代目となる。

## 登場作品

### 映画
『キャプテン・アメリカ:ブレイブ・ニュー・ワールド』
「かが」が登場。艦隊を組んで出撃する。作中ではF-35戦闘機を搭載して運用しており、飛行甲板にもF-35を運用するためのオレンジ色のラインが引かれている。しかし飛行甲板の矩形化はされておらず、第1次改修後の「いずも」のような艦容となっている。
『シン・ゴジラ』
「いずも」が登場。多国籍軍によるゴジラへの核攻撃が行われることを受け、東京から疎開する都民を輸送する。この場面は、首都直下型地震を想定して2015年に実施された防災訓練の映像を使用している。

### 漫画
『学園黙示録 HIGHSCHOOL OF THE DEAD』
第7巻に「DDH-183 あかぎ」という名称で登場。床主湾にて、「奴ら」に襲われた生存者の救助活動を行う。
『空母いぶき』
いずも型をベースとし、スキージャンプ台を装備するなどの改良を行った航空機搭載型護衛艦「DDV-192 いぶき」が登場。新設された第5護衛隊群の旗艦となり、航空自衛隊の架空ステルス戦闘機「F-35JB」を15機搭載して艦隊を率い、先島諸島へ侵攻する中国軍と戦闘を繰り広げる。
また、「いずも」も登場しており、尖閣諸島攻略戦に於いて第5護衛隊群のサポートで艦隊を引き連れて出動する。

### 小説
『Rise of the Taishaku』（W・リー・ラドクリフ）
『海の教場』（吉川英梨）
「かが」が登場。主人公らの乗る海上保安庁の練習巡視船「みうら」が乗船実習の一環で寄港した門司港にて、共に公開イベントを行う。集客では「かが」の方が圧倒的に人気となり、「みうら」側は苦戦を強いられる。
『新編 日本中国戦争』
「いずも」が登場。FRAM（大規模改装）によってF-35Bが運用可能な飛行甲板を始め、対空・対艦・対潜兵器が装備され本格的なヘリ空母として運用される。
『ゼロの激震』（安生正）
「いずも」が登場。東京の地下からマグマが溢れ出すことを受け、本艦に政府機能が移転される。
『第三次世界大戦』
「かが」が登場。ヘリ空母保有計画《イカロスβ計画》の一環で飛行甲板が簡易強化され、F-35Bを8機搭載する。
『覇権交代』
「かが」が登場。海南島沖でDF-17による攻撃を受け、フライトデッキを破損。
『超時空世界大戦』
架空艦「あまぎ」が登場。第1護衛隊群旗艦として日本列島とともにナチス・ドイツが世界制覇目前という別の歴史を辿る世界へタイムスリップしてしまうが、現代の日本に失望していたこともあり、新しい日本を作るために謀反を起こしてナチスに協力する。
『日中世界大戦』（コスミック文庫版）
「いずも」が登場。第五護衛隊群旗艦として空母回航の護衛のためヨーロッパへ派遣される。
『日本国召喚』
「いずも」と「かが」が登場。「いずも」は外交官を乗せて異世界国家とファーストコンタクトを行うほか、ロウリア王国との戦争では陸上自衛隊のAH-1S対戦車ヘリコプターとAH-64D戦闘ヘリコプターを搭載し、対地対艦攻撃を行う。後に再び外交官を乗せ、交渉のためアニュンリール皇国へと向かう。「かが」は第4護衛隊群旗艦として僚艦とともにグラ・バルカス帝国本国艦隊第52地方隊と交戦する。
『ルーントルーパーズ 自衛隊漂流戦記』
架空艦「やしま」が登場。異世界へ飛ばされる自衛隊国連平和維持軍派遣艦隊の構成艦として、SH-60K哨戒ヘリコプターだけでなく陸上自衛隊のAH-64D戦闘ヘリコプターも搭載し整備・運用している。
現実で艦型名がまだ決まっていない時期の登場だったため、作中では当初「19500トン級のヘリ搭載艦」と呼ばれていた。挿絵では飛行甲板が長方形型に描かれている。

### ゲーム
『Modern Warships』
「JS Izumo」として登場。アスロック8連装発射機が装備されていたり、魚雷を装備するなど、実際の装備とは多少の変更が行われている。
『World War Z』
「いずも」が名称のみ登場。東京マップのチャプター3にて、4班を援護すべく飛行隊を向かわせており、飛行隊のヘリコプターに航空支援を行わせる。